# Expédition Danmark

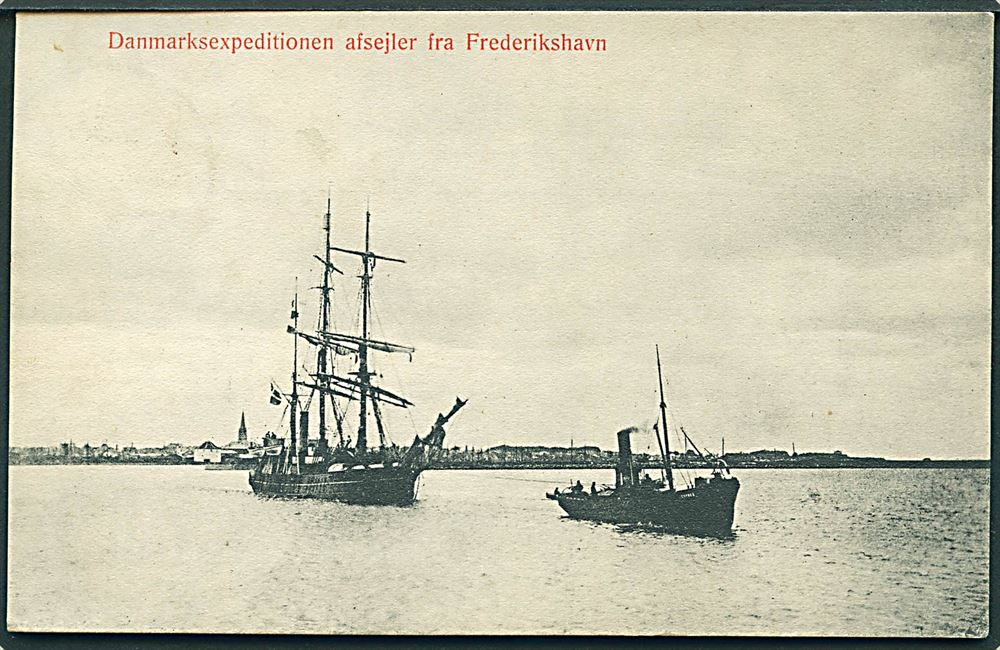
Le Danmark quittant Frederikshavn pour l'expédition.

L'expédition Danmark (en danois : Danmark-ekspeditionen), nommée d'après le navire Danmark (en), est une expédition au nord-est du Groenland de 1906 à 1908.

## Historique

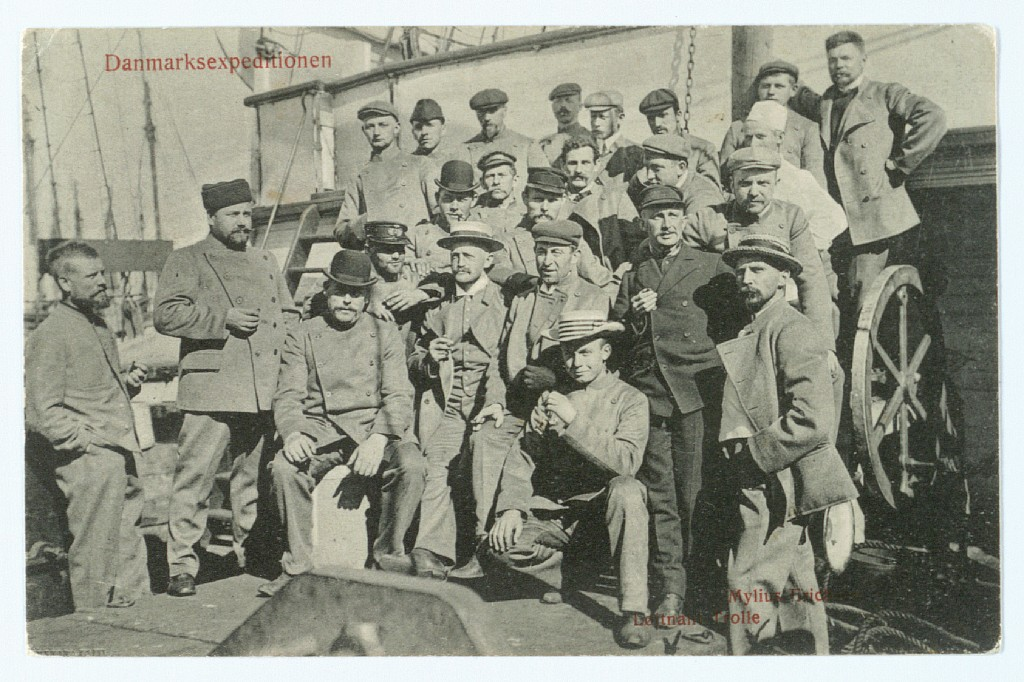
Les membres de l'expédition Danmark à bord du navire à Frederikshavn.

Malgré la mort dans des circonstances tragiques de l'équipe d'exploration principale, dont trois des principaux membres de l'expédition : Ludvig Mylius-Erichsen (1872-1907), Niels Peter Høeg Hagen (1877-1907) et Jørgen Brønlund (1877-1907) , l'expédition du Danmark ne fut pas un échec. Elle a atteint ses principaux objectifs cartographiques et a réussi à explorer une vaste région, en dessinant des cartes précises des côtes et des fjords autrefois inexplorés, en nommant de nombreuses caractéristiques géographiques et en rassemblant une multitude de données scientifiques.
En 1909, l’expédition Alabama est programmée avec à son bord le capitaine danois Ejnar Mikkelsen avec le même objectif : contrer les revendications de l’explorateur américain Robert Peary qui affirme que le Groendland est divisé en deux territoires distincts.